# Брштаново
Брштаново (хорв. Brštanovo) — населений пункт у Хорватії, у Сплітсько-Далматинській жупанії у складі громади Клис.

## Населення
Населення за даними перепису 2011 року становило 286 осіб.
Динаміка чисельності населення поселення:

## Клімат
Середня річна температура становить 12,57 °C, середня максимальна – 26,80 °C, а середня мінімальна – -1,25 °C. Середня річна кількість опадів – 873 мм.
| Клімат поселення                              | Клімат поселення | Клімат поселення | Клімат поселення | Клімат поселення | Клімат поселення | Клімат поселення | Клімат поселення | Клімат поселення | Клімат поселення | Клімат поселення | Клімат поселення | Клімат поселення | Клімат поселення |
| Показник                                      | Січ.             | Лют.             | Бер.             | Квіт.            | Трав.            | Черв.            | Лип.             | Серп.            | Вер.             | Жовт.            | Лист.            | Груд.            |                  |
| Середній максимум, °C                         | 8,80             | 9,26             | 12,26            | 15,98            | 20,73            | 24,69            | 26,80            | 26,80            | 22,01            | 17,41            | 12,23            | 9,32             |                  |
| Середня температура, °C                       | 3,77             | 4,22             | 7,23             | 10,94            | 15,70            | 19,67            | 22,58            | 22,58            | 17,82            | 13,21            | 8,01             | 5,12             |                  |
| Середній мінімум, °C                          | −1,25            | −0,79            | 2,19             | 5,92             | 10,68            | 14,64            | 18,38            | 18,39            | 13,60            | 9,00             | 3,80             | 0,92             |                  |
| Норма опадів, мм                              | 73               | 64               | 69               | 74               | 61               | 60               | 40               | 52               | 78               | 96               | 112              | 94               |                  |
| Середньомісячна швидкість вітру, м/с          | 3.00             | 3.26             | 3.30             | 3.11             | 2.77             | 2.47             | 2.46             | 2.37             | 2.68             | 2.82             | 3.38             | 3.38             |                  |
| Середньомісячна сонячна радіація, кДж/м²·день | 5517             | 8214             | 11895            | 16270            | 20100            | 22630            | 24094            | 21495            | 15941            | 10358            | 5900             | 4653             |                  |
| --------------------------------------------- | ---------------- | ---------------- | ---------------- | ---------------- | ---------------- | ---------------- | ---------------- | ---------------- | ---------------- | ---------------- | ---------------- | ---------------- | ---------------- |
| Джерело:                                      |                  |                  |                  |                  |                  |                  |                  |                  |                  |                  |                  |                  |                  |